# Димо Димчев (писател)
Вижте пояснителната страница за други личности с името Димо Димчев.
Димо Наун Димчев (на арумънски: Dina Cuvata, Дина Кувата, на македонска литературна норма: Димо Димчев) e арумънски писател, преводач, публицист и политик от Северна Македония. Димчев е основател и председател на Съюза на власите в Македония.

## Биография
Димчев е роден в щипското село Доброшани в 1952 година. Учи в родното си село, след това - в с. Три чешми, Щипско. Завършва гимназия в Щип, а през 1978 година икономика в Скопския университет.
От 1979 година работи във фабриката за стъкло „Стъкларница“ в Скопие, а от 1995 година - във влашката секция на Македонското радио.

## Творчество
Димо Димчев публикува стихове и проза на арумънски в различни издания в Северна Македония, Румъния, Албания и в други страни. Събира и издава арумънски фолклорни произведения, преиздава творби на арумънски автори от края на XIX и началото на ХХ век. Превежда художествена литература от румънски на езиковата норма в Северна Македония и обратно. Превежда на арумънски Омир, Виргилий, Фирдоуси, Песента за Роланд. В 2003 година превежда нова арумънска версия на Библията.
Димо Димчев е защитник на утвърждаването на самостоятелен арумънски език, различен от румънския.

### Трудове
- Carabeu, lai, Carabeu, 1985 – (антология на арумънския фолклор)
- Voi, Armanj-Machidunits, 1989 – (антология на арумънския фолклор)
- Zghic di Moarti, Editura Cartea Aromãnã, 1989 – (Плачът на мъртвите, стихове)
- Sãrmãnitsa, Editura Cartea Aromãnã, 1990 – (Люлката, разкази)
- Scumpã-i dada, Shtip 1996
- Cuvata, Dina. Scriitori Armãneshtsã.   Scopia, Unia ti Culturã-a Armãnjlor dir Machidunii, Biblioteca Natsionalã Armãneascã Constantin Belemace, 2001.